# Spisak likova iz franšize Madagaskar
Ovo je spisak svih likova iz Filmova Madagaskar, Madagaskar 2: Beg u Afriku, Madagaskar 3: Najtraženiji u Evropi i serije Pingvini sa Madagaskara.

## Glavni likovi

#### Aleks
- Originalno ime:
- Vrsta: lav

Aleks je zvezda Central parka zoo vrta. Svakog dana je održavao plesni performans za posetioce vrta. Marti mu je najbolji prijatelj. Nakon što su napustili zoo vrt daje sve od sebe da se vrati u Njujork. U Africi je pokušao da dokaže ocu da ne treba da se stidi njega. U trećem delu se zaljubio u Điu i odlučio da želi da ostane sa cirkusom Zargoza.

#### Marti
- Originalno ime:
- Vrsta: zebra

Marti je razlog zašto su napustili zoo vrt. Želeo je da oseti divljinu i slobodu. U drugom delu je upoznao ostale zebre, koje su iste kao i on. Zajedno sa Stefanom je nastupao u cirkusu.

#### Melman
- Originalno ime:
- Vrsta: žirafa

Melman žirafa hipohondar. U zoo vrtu je imao svog ličnog kiropraktičara. U Afričkom rezervatu je bio doktor za druge žirafe, koje su verovale da on ima magične moći. U vezi je sa Glorijom, sa kojom je nastupao u cirkusu.

#### Glorija
- Originalno ime:
- Vrsta: nilski konj

Ona je jedino žensko u grupi. Na Madagaskaru je pokušala da spase Aleksa. Zatim je upoznala Moto Motoa i svideo joj se, ali je ipak izabrala Melmana.

#### Kralj Džulijan XIII
- Originalno ime:
- Vrsta: prstenorepi lemur

Džulijan je kralj svih lemura. Veruje u duhove Neba. Iako maltretira svoje podanike Morisa i Smora, stalo mu je do njih. U Africi je bio kralj ljubavi. Bio je zaljubljen u Sonju, a kasnije u Marlenu i feretku Zoju. Stalno je u svađi sa pingvinima, ali i ostalim životinjama zoo vrta. Stalno upada u neprilike, a pingvini ga vade. 

#### Major
- Originalno ime:
- Vrsta: adelin pingvin

Major je glavni pingvin komandos. Sa ostalim pingvinima on pravi svoje tajne misije. Njegovi najveći neprijatelji su: dr. Disaljka, Hans i hipici. Nije smeo da ide u Dansku zbog nepoznatih razloga. Sve do trenutka kada je uništio svoj fajl u ambasadi Danske. Nervira ga Džulijan i njegove žurke.

#### Riko
- Originalno ime:
- Vrsta: adelin pingvin

Riko je pingvin koji može da ispljune skoro svaku stvar na svetu. Obožava ribu i eksploziv, ali ne sme da ga koristi previše jer poludi. Njegova devojka je lutka.

#### Kovalski
- Originalno ime:
- Vrsta: adelin pingvin

Kovalski je najpametniji pingvin na svetu. Izmišlja pronalaske, koji često prete da unište svet. Zaljubljen je u Doris i nikad je neće preboleti.

#### Vojnik
- Originalno ime:
- Vrsta: adelin pingvin

On je ljubazan i nežan, stalo mu je do pomaganja drugih. Obožavatelj je jednoroga.

#### Moris
- Originalno ime:
- Vrsta: aj aj lemur

Moris je kraljeva desna ruka, mada to ne voli. Bez njega Džulijan je beznadežan. Stalno vadi Džulijana iz problema. Pomagao je pingvinima uz pomoć njegovih dugih palčeva.

#### Smor
- Originalno ime:
- Vrsta: mišiji lemur

Smor je opsesivan sa kraljevim stopalima. Radi sve što mu kralj kaže. On je jedina životinja koja je bila na naslovnici brošure vrta osim Vojnika. On je artičokovao ukulele hrčka. Omiljena hrana mu je sladoled. 

#### Žile i Hasa
- Originalno ime:
- Vrsta: šimpanza Žile voli čaj, manire i poeziju. Ne podnosi prljavštinu. Žile je nema šimpanza koja zna da čita i samo ga Hasa razume. Zajedno sa pingvinima su pljačkali kazine u Monte Karlu.

## Madagaskar 2

#### Zuba
- Originalno ime:
- Vrsta: lav

Zuba je Aleksov tata i alfa lav u čoporu. Pre nego što je Aleks odveden u zatočeništvo, pokušao je da ga nauči da lovi. Aleks to nije shvatao već je samo hteo da igra, što je osramotilo Zubu.

#### Flori
- Originalno ime:
- Vrsta: lav

Ona je Aleksova majka i Zubina žena. Poštuje Aleksa onakvog kakav jeste.

#### Moto Moto
- Originalno ime:
- Vrsta: nilski konj

On je mišićav nilski konj, Glorija je bila zaljubljena u njega.
Circus Zaragoza Animals

#### Vitalij
- Originalno ime:
- Vrsta: sibirski tigar

Vitalijeva tačka u cirkusu je skakanje kroz obruč. Prilikom jedne tačke zapali je svoje krzno. Kasnije je imao strah od skoka kroz obruč. Stalo mu je do Đie i Stefana.

#### Đia
- Originalno ime:
- Vrsta: jaguar

Gia je ženka jaguara sa italijanskim naglaskom. zaljubljena je u Aleksa. Ona i Stefano su pristali da spasu Gloriju, Melmana, Martija i Aleksa

#### Stefano
- Originalno ime:
- Vrsta: novozelandski morski lav

Stefano je italijanski morski lav. Njegova tačka je ispaljivanje iz topa.

#### Sonja
- Originalno ime:
- Vrsta: mrki medved

Sonja je cirkuski medved koji vozi tricikl, kasnije motor. Džulijan je ukrao papin prsten zbog nje. 

#### Andaluzijska trojka
- Originalno ime:
- Vrsta: andaluzijski konj

One su tri ždrebice koje nastupaju u cirkusu

#### Igrajući kučići
- Originalno ime:
- Vrsta: pas

Nekoliko pasa se pojavilo u trećem delu filma.

#### Manu i Maja
- Originalno ime:
- Vrsta: azijski slon

Manu i Maja su dve stare slonice koje balansiraju na lopti.

#### Okapi devojka
- Originalno ime:
- Vrsta: Okapi

Pojavila se samo jednom i to kao Martijeva simpatija. Nakon što je Marti stavio ljubavni napitak bio je neodoljiva za okapi devojku, ali i ostale životinje u Afričkom rezervatu.

## Negativci

#### Baka
- Originalno ime:
- Vrsta: čovek

Ova baka je tukla Aleks više puta. U Africi je vodila kampere protiv životinja.

#### Fosa
- Originalno ime:
- Vrsta: fosa

Fose su glavni grabljivci na Madagaskaru i najveći strah lemura.

#### Makunga
- Originalno ime:
- Vrsta: lav

Makunga je glavni negativac u drugom delu filma. Često je izazivao Zubu kako bi mu preoteo mesto alfa lava u čoporu. To je kasnije uradio i sa Aleksom. Na kraju je otišao u Njujork sa Bakom u kavezu za domaće mačke.

#### Tici
- Originalno ime:
- Vrsta: lav

Tici je džinovski lav koji pomaže Makungi.

#### Kapetan Šantel Šenon Duboa
- Originalno ime:
- Vrsta: čovek

Ona je glavni negativac u trećem delu Madagaskara. Kao glavni kapetan za kontrolu životinja u Monte Karlo, ona mrzi sve životinje. Njen san je da uhvati Aleksa.

## Pingvini sa Madagaskara

#### Marlena
- Originalno ime:
- Vrsta: orijentalna patuljasta vidra

Marlena je prijateljica pingvina i jedan od glavnih likova serije. Sanja da jednog dana upozna romantičnu vidru koja svira špansku gitaru. Džulijan je je zaljubljen u nju, a Fred je bio u vezi sa njom. Zbog činjenice da je rođena u zatočeništvu, Marlena podivlja kada napusti zoo vrt. Kada je u njenom bazenu bilo previše hlora svi su mislili da je ona neka druga vidra, Arlena.

#### Alisa
- Originalno ime:
- Vrsta: čovek

Alisa radi kao čuvar u zoo vrtu. Ne voli životinje, a još manje svoj posao. Često sumnja na pingvine, ali nikada nije otkrila njihovu tajnu. U jednoj epizodi je bila zaljubljena u kantu za đubre, zbog eksperimenta Kovalskog. Njen životni san je da bude bogata.

#### Maks Maksimus
- Originalno ime:
- Vrsta: čovek
- Maks je voditelj na kanalu 1. Često je izveštavao o dešavanjima u vrtu. Njegova konkurencija je Darko R. Marković, zbog njega je privremeno izgubio posao pa je morao da radi kao čuvar u zoo vrtu.
- Pervis Mekslajd
- Originalno ime:
- Vrsta: čovek

On je nadzornik parkova u Njujork i doneo je zakon po kome pingvini dobijaju svežu ribu. Ne voli golubove i želi da ih protera iz grada.

#### Doktor zoo vrta
- Originalno ime:
- Vrsta: čovek

#### Kralj pacova
- Originalno ime:
- Vrsta: pacov

Laboratorijski pacov, koji je neprijatelj pingvina. Jedino Major može da ga pobedi.

#### Kanalizacijski pacovi
- Originalno ime:
- Vrsta: pacov

#### Šinter X
- Originalno ime:
- Vrsta: čovek

Šinter X je jedini koji zna za pingvinsku tajnu. U želji da to dokaže više puta je izgubio posao. Radio je kao šinter, istrebljivač i čuvar u zoo vrtu. U jednoj epizodi je prikazan kako živi u Japanu.

#### Konza
- Originalno ime:
- Vrsta: crveni kengur

Konza živi u zoo vrtu. Jako je agresivan i ne podnosi Leona, pingvine, lemure,... Kada priča o sebi to radi u trećem licu.

#### Leonard
- Originalno ime:
- Vrsta: koala

Leon je pametna koala koja se plaši pingvina. Živi sam u svom staništu.

#### Hans
- Originalno ime:
- Vrsta: pafin

On je razlog zašto Major ne ide u Dansku. Izgubio je svoj dom pa su ga pingvini poslali u zoo vrt u Hobokenu.

#### Flipi
- Originalno ime:
- Vrsta: delfin

Flipi je najveći neprijatelj pingvina. Njegovi pronalasci su Vatreni krug, Čelična kandža, uređaj za amneziju,... Nakon što mu se uništila laboratorija živeo je u gradskom akvarijumu. Njegovo umetničko ime je Dr. Disaljka (Dr. Blowhole). 

#### Ronda
- Originalno ime:
- Vrsta: morž

Prvobitna Marlenina cimerka, a zatim se preselila u Hobekenski zoo vrt. Tajno radi za Disaljku.

#### Bada i Bing
- Originalno ime:
- Vrsta: istočna nizijska gorila

Bada i Bing su dve agresivne gorile. Niko ne dira njihove banane i ostalu hranu. Rođeni su u Africi, gde ih je mama hranila najboljim bananama. Bing je obožavatelj jednoroga.

#### Bata
- Originalno ime:
- Vrsta: azijski slon

Nikad ništa ne zaboravlja i najviše voli kiki riki. Nadaren je za slikanje.

#### Rodžer
- Originalno ime:
- Vrsta: američki aligator

On je nežni i saosećajni aligator, čiji je san da peva na Brodveju. Prvo je živeo u kanalizaciji, a zatim u zoo vrtu.

#### Maks
- Originalno ime:
- Vrsta: domaća mačka

Prilikom pingvinske misije na Mesecu, upoznali su Maksa. On živi na ulici i jedino što želi je hrana. Šinter X je hteo da ga uhvati.

#### Mama patka
- Originalno ime:
- Vrsta: patka

Živi u Central parku i ima četvoro dece, jedan od njih je Jajcek.

#### Jajcek
- Originalno ime:
- Vrsta: patka
- Jajcek (ili od Džulijana Džaja) je pače koga su pingvini i Džulijan čuvali kao jaje. Kada se izlegao imao je sposobnosti svih pingvina. Na kraju je bio zadivljen kako Džulijan pleše, pa je komandovanje zamenio plesom.

#### Mafi, Bafi i Flafi
- Originalno ime:
- Vrsta: zec

Oni su Džulijanovi podanici, rade sve što im on naredi. Nisu poznata sva tri imena zečića, jedan zec se zove Beki.

#### Fred
- Originalno ime:
- Vrsta: veverica

Fred nije preterano pametan, ali u jednoj epizodi je bio mozak Džulijanove operacije. On je osvojio Džekpot stablo i posta najbogatija životinja Central parka.

#### Roj
- Originalno ime:
- Vrsta: beli nosorog

Roj živi u zoo vrtu. Ne voli Džulijana. Jednom je pretio da će ga pobosti rogom, ali je samo hteo da ga nasamari. Obožavatelj je Jednoroga.

#### Pinki
- Originalno ime:
- Vrsta: američki flamingo

Pinki je jedan od više flamingosa u vrtu. Kada je bio uključen u pingvinsku misiju ukrao im je svu ribu.

#### Darla, Kerol i Džilijan
- Originalno ime:
- Vrsta: gelada babun

Tri babunke su posle Džulijanove provokacije uzele njegov ritam. Jednom prilikom su mislile od Morisa da je babun.

#### Ted
- Originalno ime:
- Vrsta: polarni medved

Ted je jedini polarni medved u vrtu. U epizodi Najopasnija noć igara, Marlena je rekla da on nije ni sa kim pričao od Božićne avanture. Tada su pingvini sa njim slavili Božić.

#### Šeli
- Originalno ime:
- Vrsta: noj

Šeli je jedini noj u zoo vrtu. Bila je zaljubljena u Rika, ali ga je zamenila za akcionu figuru.

#### Beki i Stejsi
- Originalno ime:
- Vrsta: Jazavac

Njih dve su jazavci koji su se prvo sprijateljili sa Marlenom, a zatim je napali. Vojnik ih se plaši. Bile su zaljubljene u dabrove.

#### Rendi
- Originalno ime:
- Vrsta: ovca

Rendi je ovca iz dečijeg zoo vrta. Smetalo mu je što ga deca diraju, pa su ga pingvini naučili kako da se brani.

#### Klemson
- Originalno ime:
- Vrsta: bambusar

Klemson je došao kao Morisova zamena. Pretvarao se da voli Džulijana kako bi ga prevario i došao na presto.

#### Lоlа
- Originalno ime:
- Vrsta: šimpanza

Lola je privremeno živela u zoo vrtu i tada se Žile zaljubio u nju.

#### Doris
- Originalno ime:
- Vrsta: delfin

Doris je sestra dr. Disaljke i simpatija Kovalskog.

#### Savo
- Originalno ime:
- Vrsta: boa

Savo je zmija koja je jednom prilikom progutala lemure, Marlenu i Vojnika. Posle toga je poslat u Jagodinu. Više puta se svetio životinjama u zoo vrtu, Prvi put ga je pobedio Bata, pa Džulijan i poslednji put beba fose.

#### Strelac
- Originalno ime:
- Vrsta: rakun

Strela živi u Central parku, gde je pljačkao druge životinje. U jednoj epizodi se pojavio kao DJ na Fredovoj i Džulijanovoj zabavi.

#### Rus
- Originalno ime:
- Vrsta: čovek

Ruslan je majstor zoo vrta. Poreklom je iz Rusije i priča sa ruskim naglaskom. Ima moranje da sve uradi kako treba. Radio je kao vodoinstalater, zidar i bravar.

#### Braća Bajić
- Originalno ime:
- Vrsta: čovek

Oni uživaju u mučenju životinja, sve dok nisu shvatili da treba da odrastu. Tada su počeli da muče siromašnije ljude. Njihovi roditelji su bogati, pa tako poseduju 70% zoo vrta.

#### Cile i Bule
- Originalno ime:
- Vrsta: čovek

Oni su dva kriminalca, koji su se samoprozvali za najbolje kriminalce. Ukrali su skupocenu ogrlicu i ilegalno lovili Antarktičke ribe.

#### Amarilo Kid
- Originalno ime:
- Vrsta: armadilo

Amarilo Kid je najbolji golfer, samo ga je Vojnik pobedio.

#### Gospođica Perki
- Originalno ime:
- Vrsta: Lutka

Ona je lutka koja je Rikova devojka. Džulijan je bio zaljubljen u nju, a Šeli ljubomorna na nju.

#### Baka veverica
- Originalno ime:
- Vrsta: veverica

Pojavila se samo u specijalu Izgubljeno blago zlatne veverice. Ona nije Fredova baka, ali ga je ipak zagrlila.

#### Beri
- Originalno ime:
- Vrsta: jagodičasta žaba otrovna strelica

Kada je Beri došao u zoološki vrt pretio je svim životinjama da će ih otrovati. Posle Vojnikovog zagrljaja shvatio je da mu je samo trebalo malo nežnosti.

#### Kitka
- Originalno ime:
- Vrsta: sivi soko

Kitka je soko koji živi u Njujorku. Ona je polomila krilo i sletela u zoo vrt. Ubrzo zatim se zaljubila u Majora, kao i on u nju.

#### Frenki
- Originalno ime:
- Vrsta: golub

Ovaj golub je hteo da isprlja nadzornikovo odelo na otvaranju dečijeg zoo vrta. Ipak, pingvini su ga sprečili.

#### Elmer
- Originalno ime:
- Vrst: engleski mastif

On je pas koji je prvo napao lemure, a zatim se sprijateljio sa Smorom i nije hteo da ga pusti. Maks je pomogao pingvinima da vrate Smora i tada je Maks postao novi najbolji prijatelj Elmera. Elmer ne voli mačke, ali voli lemure.

#### Beba fosa
- Originalno ime:
- Vrsta: Fosa

Ona je privremeno živela u zoo vrtu. Džulijan je mislio da želi da ga pojede, ali ga je svo vreme gledala kao tatu.

#### Crvena veverica
- Originalno ime: -{The Red Squirrel
- Vrsta: crv}-ena veverica

Najveći pingvinski neprijatelj. Gvozden Rokgut je posvetio ceo svoj život na hvatanje Crvenog.

#### Psiho koka
- Originalno ime:
- Vrsta: kokoška

Ona je veoma inteligentna kokoška i uz pomoć toga manipuliše situacijom. Njena želja je da bude slavna i predsednik S.A.D.-a, a kasnije samo Mađarske ili Republike Srpske i da učestvuje u rijalitiju. Ples Kovalskog joj je privlačan.

#### Batašvabe
- Originalno ime: The Broches
- Vrsta: bubašvaba

Oni su Rikovi prijatelji. Pingvini su im pomogli da zaštite svoju kuću od Šintera X. Vojnik ih se ježi.

#### Dodo
- Originalno ime:
- Vrsta: dodo

U pokušaju da ožive izumrlog pingvina, oživeli su Dodoa. Zbog manjka prirodnih neprijatelja Dodo je izgubio osećaj straha, pa se svaki oživeli dodo ubio. Jedinog preostalog Dodoa je spasio Džulijan.

#### Zoja
- Originalno ime:
- Vrsta: feretka

Pojavila se samo u jednoj epizodi. Ona je feretka, koja se pravi da je domaća mačka kako bi imala hranu i dom. Džulijan se takođe ponašao kao mačka i bio zaljubljen u nju.

#### Dabrovi
- Originalno ime:
- Vrsta: dabar

U zoo vrtu živi četiri dabra. Dabrovi se zovu Kendal, Džejms, Logan i Karlos. Beki i Stejsi su zaljubljene u njih.

#### Sestra Šona V. Smit
- Originalno ime:
- Vrsta: Čovek

#### Specijalni agent Gbozden Rokgut
- Originalno ime:
- Vrsta: rokhoperov pingvin

Proveo je 47 godina u hvatanju Crvene veverice. Paranoičan je i za svakoga misli da radi za Crvenog. Nakon hvatanja Crvene veverice počeo je novu misiju. Želi da uhvati druge neprijatelje, Crnu udovicu i albino pauk majmuna.

#### Ujak Najdžel
- Originalno ime:
- Vrsta: adelin pingvin

On je Vojnikov ujak, koji se predstavlja kao smotan i naivan. U stvari on je tajni agent na misiji da uhvati Crvenu vevericu.